# Firth of Tay (Antarktis)
Firth of Tay är ett sund i Antarktis. Den ligger i Västantarktis. Argentina, Chile och Storbritannien gör anspråk på området.